# Solanum
Solanum este un gen de plante ce cuprinde, printre altele, cartoful (Solanum tuberosum), tomata (Solanum lycopersicum), vânăta (Solanum melongena) și zârna (Solanum nigrum).

## Legături externe
- „Solanum” în Dicționar dendrofloricol la DEX online